# Vordemwald
Vordemwald (schweizerdeutsch: ˈfɔrəˌʋɑʊd) ist eine Einwohnergemeinde im Schweizer Kanton Aargau. Sie gehört zum Bezirk Zofingen und liegt im Tal der Pfaffneren.

## Geographie
Die Gemeinde liegt im Tal der Pfaffneren, die von Süden nach Norden fliesst und bei Rothrist in die Aare mündet. Mehr als die Hälfte der Gemeindefläche ist bewaldet. Der Unterwald im Westen und der Boowald im Südwesten sind Teil des grössten zusammenhängenden Waldgebiets des Kantons Aargau. Das Tal und die Anhöhen im Südosten und Norden wurden im Laufe der Jahrhunderte gerodet. Rund um das Dorfzentrum befinden sich einzelne Weiler, Rümlisberg im Norden, Benzligen im Südosten und Chratzeren im Süden.
Die Fläche des Gemeindegebiets beträgt 1014 Hektaren, davon sind 584 Hektaren bewaldet und 81 Hektaren überbaut. Der höchste Punkt befindet sich im Boowald auf 550 Metern, der tiefste auf 414 Metern an der Pfaffneren. Nachbargemeinden sind Rothrist im Norden, Strengelbach im Osten, Brittnau im Südosten und Murgenthal im Westen.

## Geschichte
Im 9. und 10. Jahrhundert stieg die Bevölkerung um Zofingen stark und dehnte sich über die Wigger nach Westen in den Urwald aus. Auf den frisch gerodeten Anhöhen entstanden acht Steckhöfe. Die als «Waldviertel» bekannten Steckhöfe wuchsen stetig. Ihre Bewohner lebten weitestgehend autonom und kümmerten sich kaum um den übergeordneten Staat. Die erste urkundliche Erwähnung der Siedlungen «vor dem Walde» erfolge 1306 im Habsburger Urbar. Im Mittelalter war das Gebiet um Vordemwald Bestandteil des Amtes Aarburg und somit im Besitz der Grafen von Frohburg. Diese verkauften das Amt 1299 an die Habsburger, die damit sowohl die niedere Gerichtsbarkeit als auch die Blutgerichtsbarkeit besassen. Den Grundbesitz hatten die Frohburger bereits um 1200 an das Chorherrenstift Zofingen verkauft.
1415 eroberten die Eidgenossen den Aargau. De Gegend gehörte nun zum Untertanengebiet der Stadt Bern, dem Berner Aargau. 1528 führten die Berner die Reformation ein. Im März 1798 nahmen die Franzosen die Schweiz ein, entmachteten die «Gnädigen Herren» von Bern und riefen die Helvetische Republik aus. Der westlich der Wigger gelegene Teil des Amtes Aarburg gehörte zunächst zum Distrikt Langenthal im Kanton Bern und gelangte dann im März 1803 zum Kanton Aargau. Am 17. August 1803 fand erstmals eine Gemeindeversammlung statt, und die Steckhöfe vereinigten sich unter dem neuen Namen Vordemwald. Bis weit ins 20. Jahrhundert hinein blieb die Gemeinde landwirtschaftlich geprägt, das Bevölkerungswachstum war im Vergleich zum übrigen Bezirk unterdurchschnittlich.
Vordemwald war einer der Spielorte der Faustball-Weltmeisterschaft 1999.

## Sehenswürdigkeiten

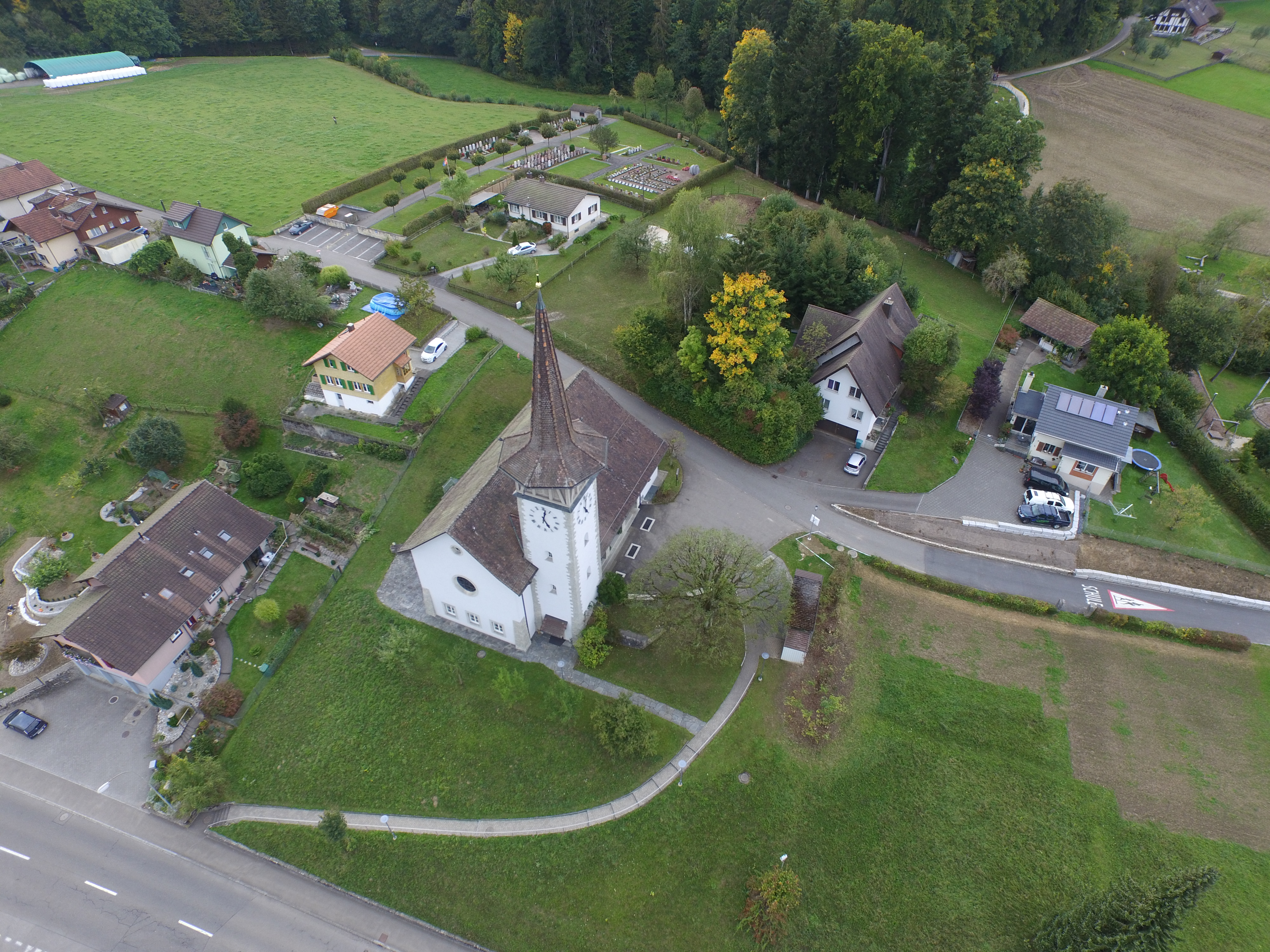
Reformierte Kirche

## Wappen
Die Blasonierung des Gemeindewappens lautet: «In Weiss ausgerissene grüne Tanne, unten belegt mit rotem V.» Die Gemeindesiegel von 1811 und 1872 zeigten eine ausgerissene Tanne mit den Buchstaben G und W für «Gemeinde Wald». Später liess man die Buchstaben weg, da diese oft zu spöttischen Bemerkungen Anlass boten («Grössen-Wahn»). Um Verwechslungen mit ähnlichen Tannenwappen zu vermeiden, wurde 1962 das grosse V für Vordemwald hinzugefügt.

## Bevölkerung
Die Einwohnerzahlen entwickelten sich wie folgt:
| Jahr      | 1764 | 1850 | 1900 | 1930 | 1950 | 1960 | 1970 | 1980 | 1990 | 2000 | 2010 | 2020 |
| Einwohner | 565  | 1143 | 1243 | 1174 | 1435 | 1489 | 1557 | 1550 | 1639 | 1789 | 1700 | 1992 |

Am 31. Dezember 2023 lebten 2013 Menschen in Vordemwald, der Ausländeranteil betrug 10,1 %. Bei der Volkszählung 2015 bezeichneten sich 57,1 % als reformiert und 16,8 % als römisch-katholisch; 26,1 % waren konfessionslos oder gehörten anderen Glaubensrichtungen an. 96,1 % gaben bei der Volkszählung 2000 Deutsch als ihre Hauptsprache an und 1,4 % Italienisch.

## Politik und Recht
Die Versammlung der Stimmberechtigten, die Gemeindeversammlung, übt die Legislativgewalt aus. Ausführende Behörde ist der fünfköpfige Gemeinderat. Er wird im Majorzverfahren vom Volk gewählt, seine Amtsdauer beträgt vier Jahre. Der Gemeinderat führt und repräsentiert die Gemeinde. Dazu vollzieht er die Beschlüsse der Gemeindeversammlung und die Aufgaben, die ihm vom Kanton zugeteilt wurden. Für Rechtsstreitigkeiten ist in erster Instanz das Bezirksgericht Zofingen zuständig. Vordemwald gehört zum Friedensrichterkreis XVI (Zofingen).

## Wirtschaft

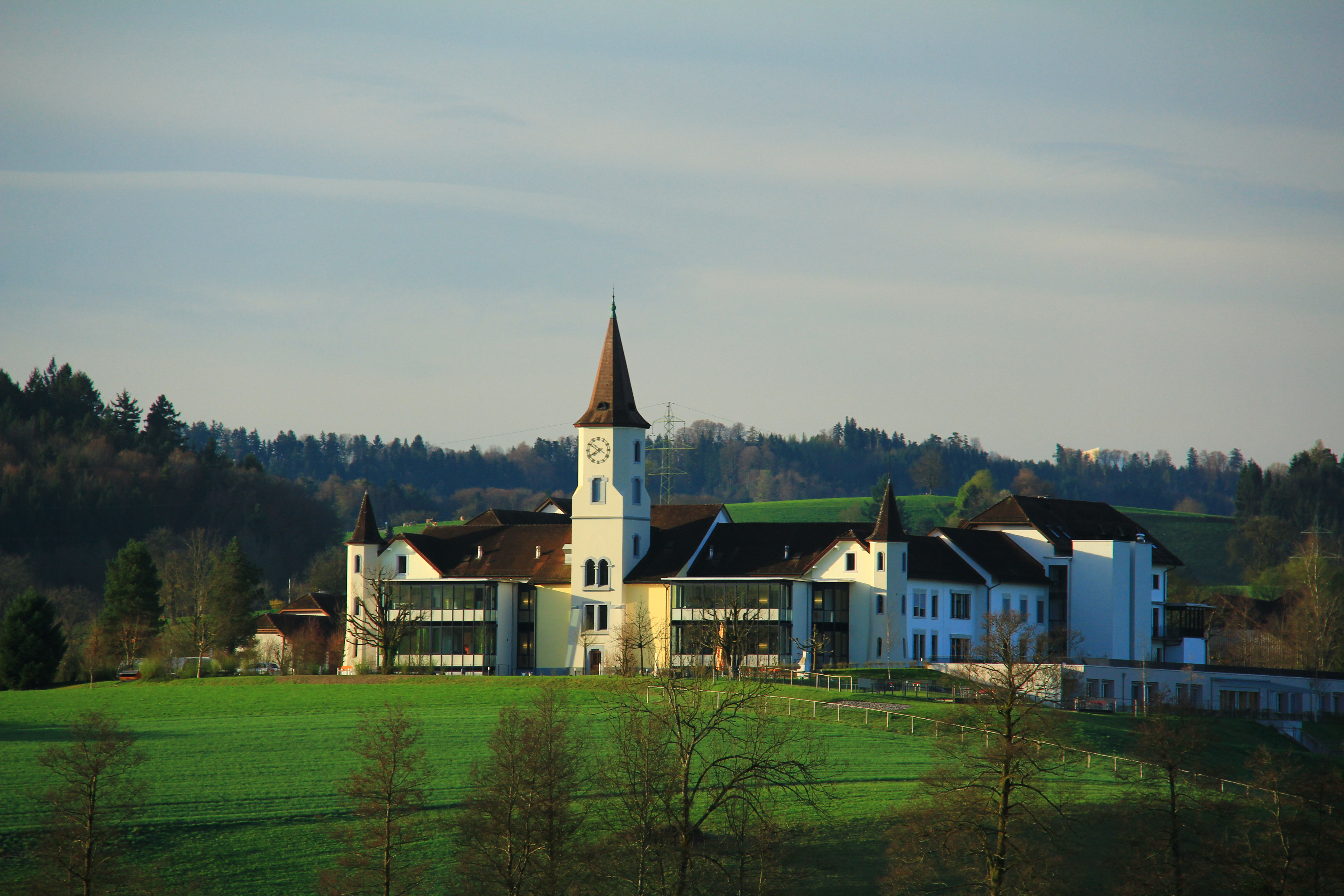
Pflegeheim Sennhof

In Vordemwald gibt es gemäss der im Jahr 2015 erhobenen Statistik der Unternehmensstruktur (STATENT) rund 600 Arbeitsplätze, davon 10 % in der Landwirtschaft, 38 % in der Industrie und 52 % im Dienstleistungsbereich. Die meisten Erwerbstätigen sind Wegpendler und arbeiten in Zofingen und Umgebung. Wichtigster Arbeitgeber ist das Pflegeheim Sennhof. Es wurde 1898 als Heim für verwahrloste und verwaiste Knaben gegründet und 1931 in ein Pflegeheim für Langzeit- und Chronischkranke umgewandelt.

## Verkehr
Vordemwald liegt an der Kantonsstrasse 233 von Zofingen nach Langenthal, Nebenstrassen führen nach Rothrist und Pfaffnau. Die Anschlüsse Rothrist und Reiden der Autobahn A2 sind nur wenige Kilometer entfernt. 

### Nahverkehr
Die Anbindung an das öffentliche Verkehrsnetz erfolgt durch eine Buslinie der Gesellschaft Limmat Bus zum Bahnhof Zofingen. An Wochenenden verkehrt ein Nachtbus vom Bahnhof Olten über Zofingen und Brittnau nach Vordemwald.
- 606 Rothrist – Vordemwald – Strengelbach – Bahnhof Zofingen

An Wochenenden verkehrt ein Nachtbus vom Bahnhof Olten über Aarburg, Rothrist, Oftringen, Zofingen und Strengelbach nach Vordemwald und zurück nach Olten.
- N60 Olten Bahnhof – Aarburg – Rothrist – Oftringen – Bahnhof Zofingen – Strengelbach – Vordemwald

## Bildung

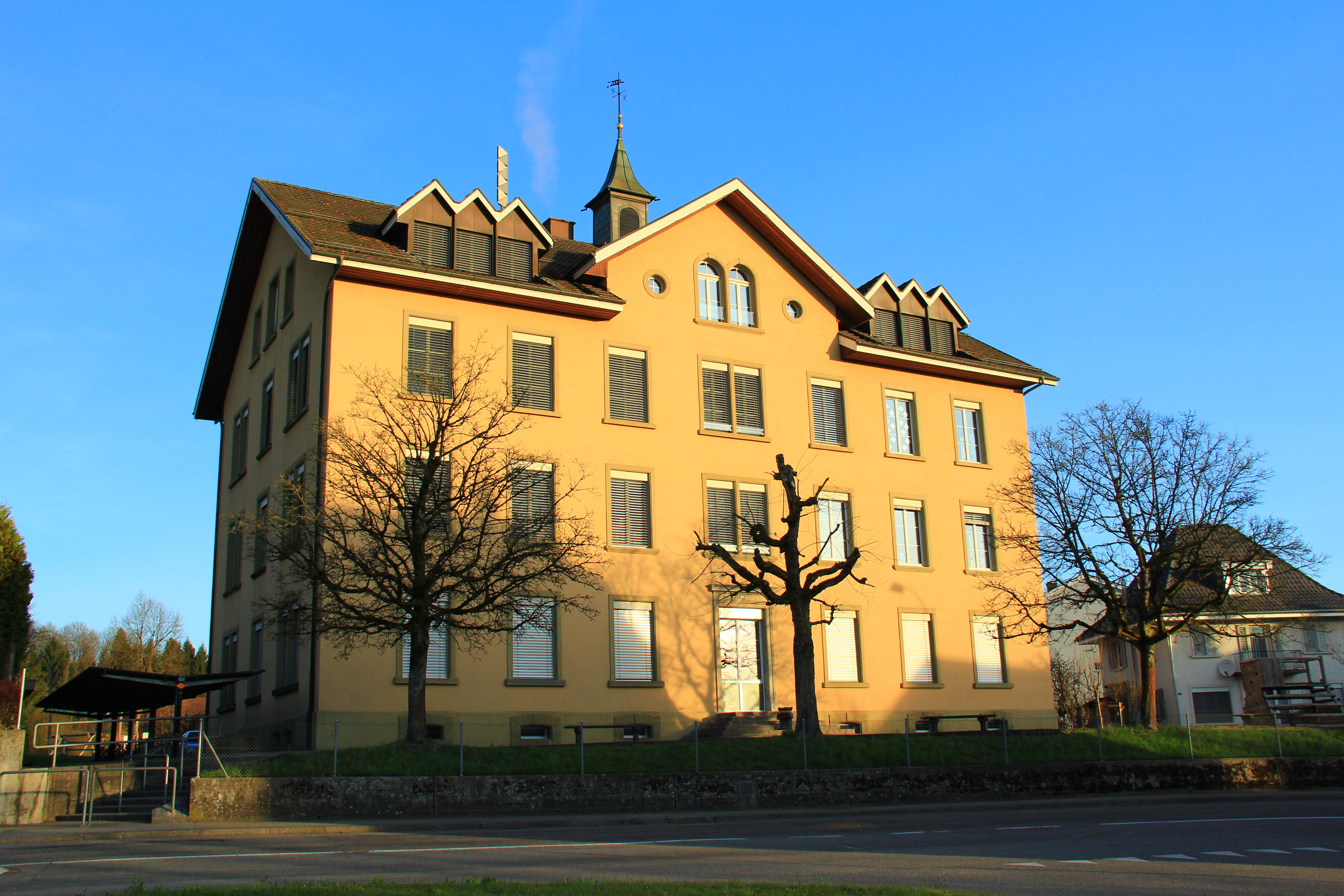
Schulhaus

Die Gemeinde verfügt über einen Kindergarten und ein Schulhaus, in dem die Primarschule unterrichtet wird. Die Realschule, die Sekundarschule und die Bezirksschule können in Rothrist besucht werden. Das nächstgelegene Gymnasium ist die Kantonsschule Zofingen.

## Persönlichkeiten
- Patrick Mahler (* 1982), in Vordemwald geborener mit Michelinsternen ausgezeichneter Koch
- Karin Moor, mehrfache Mountainbike-Trial-Weltmeisterin
- Eduardo Schaerer (1873–1941), Präsident Paraguays von 1912 bis 1916, war Bürger von Vordemwald
- Santiago Schaerer (1834–1895), Vater des Eduardo, Gründer der Schweizer Kolonien Nueva Helvecia (Uruguay) und San Bernardino
- Bruno Weber (* 1954), Papierschneider, Maler und Kunstvermittler